# Dendrobium utile
Dendrobium utile är en orkidéart som beskrevs av Johannes Jacobus Smith. Dendrobium utile ingår i släktet Dendrobium, och familjen orkidéer. Inga underarter finns listade i Catalogue of Life.